# Moniteur vidéo
Pour les articles homonymes, voir moniteur.
 (mars 2023).
Si vous disposez d'ouvrages ou d'articles de référence ou si vous connaissez des sites web de qualité traitant du thème abordé ici, merci de compléter l'article en donnant les références utiles à sa vérifiabilité et en les liant à la section « Notes et références ».
Le terme moniteur vidéo désigne un écran de visualisation dépourvu de circuits de réception de télévision (à la différence du téléviseur) et notamment exploité par les professionnels (studios, régies, sociétés de production, montage...) ; dans ce cas, il n'est pas forcément doté de circuits audio.
En revanche, le terme moniteur d'ordinateur désigne un périphérique de sortie usuel d'un ordinateur.

## Compatibilités
Le moniteur vidéo est un écran qui permet de visualiser les signaux vidéo externes provenant de sources telles que :
- Magnétoscope (analogique ou numérique), notamment dédié au montage vidéo
- Liaisons vidéo professionnelles (satellite, fibres, xDSL...)
- Lecteur vidéo numérique (DVD, BluRay...)
- Carte vidéo spécialisée type PC multimédias pour reproduire par exemple les pages Web
- Caméras ou banc-titre
- Centrale multimédias (mediacenter)

## Type d'écrans
On distingue deux modes d'affichage pour les moniteurs vidéo : l'analogique et le numérique.
La technologie analogique tend à disparaître au profit du numérique.

### Technologie analogique
- La plus ancienne est dite écrans à tube cathodique (ou CRT de l'anglais Cathodic Ray Tube).

### Technologie numérique (écrans plats)
- LCD (écrans à cristaux liquides) ;
- DLP (Digital Light Processing) ;
- Écrans à plasma.

## Fiscalité
En France, la règlementation fiscale stipule que la redevance audiovisuelle concernait tout appareil ou dispositif assimilé permettant la réception de la télévision.
Ainsi, étaient considérés comme des dispositifs assimilés, lorsqu’ils étaient associés à un écran (exemple : moniteur) ou à tout autre support de vision, les magnétoscopes, lecteurs ou lecteurs-enregistreurs de DVD, vidéo-projecteurs équipés d’un tuner.